# Gassificazione
La gassificazione è un processo chimico che permette di convertire materiale ricco di carbonio, quale ad esempio carbone, petrolio o biomassa, in monossido di carbonio, idrogeno e altre sostanze gassose.
Il processo di degradazione termica avviene a temperature elevate (superiori a 700-800 °C), in presenza di una percentuale sotto-stechiometrica di un agente ossidante, tipicamente aria (ossigeno) o vapore. La miscela gassosa risultante costituisce quello che viene definito gas di sintesi e rappresenta essa stessa un combustibile. La gassificazione è un metodo per ottenere energia da differenti tipi di materiali organici e trova anche applicazione nella gestione termica dei rifiuti. Questo trattamento viene utilizzato sfruttando un sistema detto "gassificatore".
L'uso del processo di gassificazione per la produzione di calore presenta alcuni vantaggi rispetto alla combustione diretta, a prezzo, tuttavia, dell'introduzione di alcune complicazioni impiantistiche. Il syngas può essere bruciato direttamente in motori a combustione interna, o utilizzato per produrre metanolo o idrogeno, o convertito tramite il processo Fischer-Tropsch in combustibile sintetico. Ad oggi, tuttavia, sono assai poco numerosi gli impianti che producono combustibili sintetici da gassificazione e quelli esistenti utilizzano principalmente il carbone come materia prima. La gassificazione, infatti, può anche utilizzare materie prime altrimenti poco utili quali combustibili, come i rifiuti organici. Inoltre, il processo di gassificazione permette di togliere con le ceneri elementi altrimenti problematici per la successiva fase di combustione, quali ad esempio cloro e potassio, consentendo la conseguente produzione di un gas molto pulito.
La combustione dei combustibili fossili è attualmente ampiamente utilizzata su scala industriale per produrre energia elettrica. Però, considerato che quasi ogni tipo di materiale organico può essere utilizzato quale materia prima per la gassificazione, come il legno, la biomassa, o persino la plastica, questa può essere una tecnologia utile nell'ambito dell'incremento del contributo fornito dall'energia rinnovabile. Al processo di gassificazione della biomassa, come agli altri processi di combustione, potrebbero venire applicate tecnologie per la cattura e il sequestro delle emissioni di anidride carbonica.
La gassificazione si fonda su processi chimici che avvengono a temperature superiori ai 700 °C, il che la differenzia dai processi biologici quali la digestione anaerobica che produce biogas a temperature di poco superiori a quella ambiente, ad esempio il gas d'aria.

## Storia
Il processo di gassificazione fu originariamente sviluppato nell'Ottocento per produrre gas illuminante per l'illuminazione pubblica e per cucinare. Il gas naturale e l'elettricità rimpiazzarono successivamente il gas di città per queste applicazioni, ma il processo di gassificazione è stato utilizzato per la produzione di prodotti chimici sintetici e di combustibili fin dagli anni venti del Novecento.
I generatori a gas di legna, ovvero i gassogeni, furono utilizzati per fornire energia ai veicoli a motore in Europa durante lo scarseggiare dei combustibili nel periodo della seconda guerra mondiale.

## Processi chimici
In un gassificatore il materiale carbonioso subisce diversi differenti processi:
- Il processo di pirolisi avviene riscaldando in assenza di ossigeno e vengono liberate sostanze gassose quali idrogeno e metano e viene ottenuta una carbonizzazione, con il risultato di una perdita in peso superiore al 70% per il carbone. Viene prodotto anche catrame. Il processo dipende dalle caratteristiche del materiale carbonioso e determina la struttura e composizione del carbone, che subirà successivamente le reazioni di gassificazione.[2]
- Il processo di combustione avviene quando i prodotti volatili e parte del carbone reagiscono con l'ossigeno formando diossido e monossido di carbonio (ossidazione parziale), liberando calore necessario per le successive reazioni di gassificazione.
- Il processo di gassificazione avviene quando il carbone reagisce col diossido di carbonio e con il vapore acqueo producendo monossido di carbonio e idrogeno:

2C + O2 → 2 CO         (esotermica)
C + H2O → CO + H2    (endotermica)
- Inoltre, il monossido di carbonio prodotto reagisce col vapore acqueo producendo una reazione d'equilibrio detta reazione di spostamento del gas d'acqua:

CO + H2O ⇄ CO2 + H2      (esotermica)
In pratica, dopo l'iniziale pirolisi viene introdotta nel reattore una quantità limitata di ossigeno, in modo che parte del materiale organico bruci producendo monossido di carbonio ed energia, utile per la reazione successiva che converte ulteriore materiale organico in idrogeno e altro monossido di carbonio.

## Applicazioni attuali

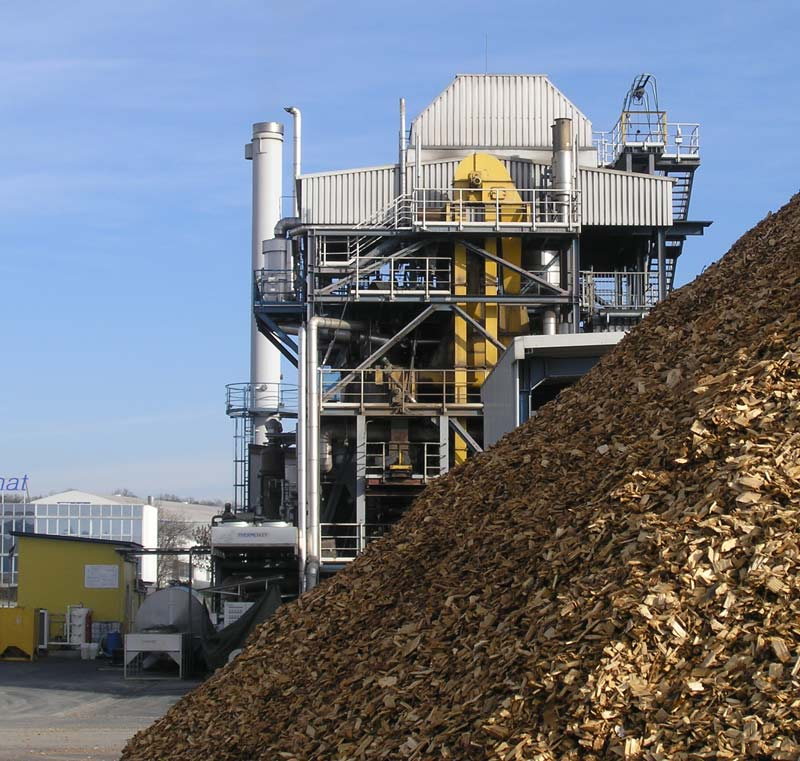
Impianto di gassificazione a Güssing (Austria).

La gassificazione su scala industriale è principalmente utilizzata per produrre elettricità da combustibili fossili come il carbone, bruciando il syngas prodotto in una turbina a gas (opportunamente modificata) oppure in motore a combustione interna (motore alternativo) recuperati di grande taglia.
La gassificazione è industrialmente utilizzata anche per la produzione di elettricità utilizzando cicli combinati integrati di gassificazione (IGCC). L'IGCC è anche un metodo più efficiente per la cattura della CO2, in confronto alle tecnologie convenzionali. Impianti dimostrativi a cicli combinati integrati sono stati operativi sin dagli anni 1970 e alcuni degli impianti costruiti negli anni 1990 sono adesso divenuti commerciali. È anche possibile sfruttare i prodotti di gassificazione come materie prime per la produzione di ammoniaca e combustibili liquidi; vi è inoltre la possibilità di produrre metano e idrogeno per celle a combustibile.
Nell'arco degli ultimi anni, sono state sviluppate tecnologie di gassificazione che utilizzano rifiuti plastici. Un impianto tedesco adotta una tale tecnologia su larga scala per convertire i rifiuti plastici in metanolo, previa produzione di syngas.
Gassificatori su piccola scala alimentati a biomasse agricole sono largamente diffusi in India, specialmente nello Stato di Tamil Nadu. La maggior parte delle applicazioni riguarda sistemi a 9 kW di capacità utilizzati per pompare l'acqua potabile (con un risparmio di circa il 70% del costo rispetto alla classica rete elettrica) e per l'illuminazione stradale.
In Italia il processo è correntemente impiegato per la trasformazione dei residui pesanti della raffinazione del petrolio. Gli impianti di Falconara, Priolo Gargallo e Sarroch producono energia elettrica ceduta alla rete nazionale nonché vapor d'acqua e idrogeno a uso interno delle raffinerie.

## Ruolo nell'ambito dell'energia rinnovabile
La gassificazione può utilizzare all'incirca qualsiasi materiale organico, comprese le biomasse e i rifiuti plastici. Il syngas prodotto brucia producendo vapor d'acqua e diossido di carbonio. Alternativamente, il syngas può essere convertito in metano tramite la reazione di Sabatier, o in combustibile sintetico simile al gasolio tramite il processo Fischer-Tropsch. I componenti inorganici presenti nella materia prima di alimentazione, come i metalli e i minerali, restano "intrappolati" in una forma di cenere inerte e sicura dal punto di vista ambientale che trova uso come fertilizzante.
Trascurando la tipologia di combustibile finale prodotto, la gassificazione stessa e i successivi processi correlati non emettono né sequestrano gas serra quali il diossido di carbonio, non influenzando in tal modo il bilancio del carbonio. Ovviamente i processi di combustione del syngas o dei combustibili prodotti portano alla formazione di anidride carbonica. Ad ogni modo, la gassificazione della biomassa può avere un ruolo significativo nell'ambito dell'energia rinnovabile, in quanto la produzione di biomassa rimuove l'emissione di CO2 in atmosfera. Anche altre tecnologie che producono biogas e biodiesel hanno un bilancio neutro del carbonio, ma la gassificazione può utilizzare una più ampia varietà di materie prime e produrre anche una più ampia varietà di combustibili, risultando un metodo estremamente efficiente per estrarre energia dalla biomassa. La gassificazione della biomassa è quindi una delle tecnologie più versatili ed economiche nell'ambito delle energie rinnovabili.
Attualmente la gassificazione delle biomasse su scala industriale è poco diffusa nel mondo. Il Renewable Energy Network Austria (RENET) si è fatto promotore di diversi impianti dimostrativi di gassificazione delle biomasse, incluso un impianto a doppio letto fluido che fornisce la città di Güssing di 2 MW di elettricità e 4 MW di energia termica, sfruttando pezzetti di legno, sin dal 2002.

## Processi di gassificazione
Attualmente esistono quattro tipi di gassificatori disponibili per usi commerciali: a letto fisso contro-corrente, a letto fisso equi-corrente, a letto fluido e a letto trascinato.

### Gassificatore a letto fisso contro-corrente
Il gassificatore a letto fisso controcorrente (up draft) consiste in un letto fisso costituito dal combustibile attraverso il quale si fa passare il flusso di gassificante (vapore, ossigeno e/o aria) contro-corrente. Le ceneri vengono rimosse anidre o sotto forma di scoria fusa. I gassificatori che producono scoria necessitano di un maggiore rapporto di vapore e ossigeno rispetto al carbonio per raggiungere temperature superiori a quella di fusione delle ceneri. Il combustibile utilizzato deve possedere elevata resistenza meccanica e non deve avere tendenza a rapprendersi, in modo da formare un ottimale letto permeabile. Recenti sviluppi hanno comunque ridotto queste restrizioni ad alcuni casi particolari. La produttività di questo genere di gassificatori è relativamente bassa e il gas prodotto necessita di essere purificato prima dell'uso o riciclato nel reattore.

### Gassificatore a letto fisso equi-corrente
Il gassificatore a letto fisso equicorrente (down draft) è simile a quello precedente, ma il flusso di gassificante viene immesso in equi-corrente verso il basso col combustibile. È necessario riscaldare la parte superiore del letto bruciando piccole quantità di combustibile oppure utilizzando una fonte di calore esterna. L'efficienza energetica è paragonabile a quella del gassificatore in controcorrente. Dato che in questo genere di impianto il catrame prodotto deve passare attraverso un letto caldo di carbone, il gas prodotto è più pulito di quello ottenuto in controcorrente.

### Gassificatore a letto fluido
Nel gassificatore a letto fluido il combustibile, insieme con l'ossigeno, il vapore o l'aria, forma un sistema dinamico simil-fluido sfruttando un letto di sabbia. Le ceneri vengono rimosse anidre o come agglomerati pesanti che si separano dalla fase simil-fluida. Nei gassificatori a ceneri secche le temperature sono relativamente basse e il combustibile deve essere altamente reattivo. I gassificatori agglomeranti utilizzano temperature leggermente superiori e sono adatti per combustibile a maggiore potere calorifico. La produttività è superiore rispetto alle tecnologie a letto fisso, ma è inferiore rispetto ai gassificatori a letto trascinato. I gassificatori a letto fluido sono maggiormente utili nel caso in cui il combustibile adoperato tenda a formare ceneri altamente corrosive che potrebbero danneggiare le pareti del reattore. Generalmente alcuni tipi biomasse formano grandi quantità di tali ceneri corrosive.

### Gassificatore a letto trascinato
Nel gassificatore a letto trascinato la gassificazione viene realizzata utilizzando reagenti nebulizzati e ossigeno (meno frequentemente aria) in regime di equi-corrente. Le alte temperature (> 2000 °C) e pressioni caratteristiche di questa tecnologia le conferiscono una maggiore produttività, però l'efficienza termica è alquanto inferiore e il gas deve essere raffreddato prima di essere sottoposto a pulizia. Alle temperature di esercizio i catrami e il metano non sono presenti nel gas prodotto; però la quantità di ossigeno necessaria è superiore rispetto agli altri tipi di gassificatore. Tutti i gassificatori a letto trascinato rimuovono la maggior parte delle ceneri sotto forma di scoria fusa.